# Факултет за медије и комуникације Универзитета Сингидунум
Факултет за медије и комуникације (скраћено ФМК) је факултет који у својству независног правног лица послује у склопу Универзитета Сингидунум. Налази се у Карађорђевој улици на Савском венцу.

## Департмани
Медији и комуникације
- комуникације — односи са јавношћу (ОАС)
- комуникације — дигитални маркетинг (ОАС)
- новинарство и студије медија (ОАС)
- комуникације и односи са јавношћу (МАС)
- управљање људским ресурсима (МАС)
- креативне индустрије (МАС)

Психологија
- психологија (ОАС)
- примењена психологија (МАС)

Дигиталне уметности
- дигиталне уметности (ОАС)
- дигиталне умстности (МАС)
- производња ТВ серија (МАС)
- креативне индустрије (МАС)
- савремене уметничке и филмске праксе (ДАС)

Студије политике
- студије политике (ОАС)
- студије политике (МАС)

Социјални рад
- социјални рад (ОАС)
- социјални рад (МАС)

Хуманистика и теорија уметности
- креативне индустрије (МАС)
- трансдисциплинарне студије савремених уметности и медија (ДАС)